# Volksfront voor democratie en rechtvaardigheid
Het Volksfront voor democratie en rechtvaardigheid (Tigrinya: ህዝባዊ ግንባር ንደሞክራስን ፍትሕን, Həzbawi Gənbar nəDämokrasən Fətəḥən; Arabisch: الجبهة الشعبية للديمقراطية والعدالة al-Jabhatu l-Shaʻabiyatu lil-Dīmuqrāṭiyati wāl-ʻIdālah; Italiaans: Fronte Popolare per la Democrazia e la Giustizia PFDJ) is de enige toegelaten politieke partij in Eritrea.

## Geschiedenis
Het PFDJ werd in 1994 opgericht en is voortgekomen uit het Eritrese Volksbevrijdingsfront (EPLF) dat vanaf 1970 streed voor een van Ethiopië onafhankelijk Eritrea. Het EPLF was tot 1990 een marxistisch-leninistische organisatie, maar rond 1990 werd afstand gedaan van deze ideologie ten gunste van het linksnationalisme. In 1991 versloeg het EPLF het Ethiopische leger en verkreeg Eritrea een grote mate van zelfstandigheid. Bij een referendum in 1993 sprak een overgrote meerderheid zich uit voor onafhankelijkheid. Op 14 mei 1993 werd de onafhankelijkheid uitgeroepen en kwam er een regering tot stand onder Isaias Afwerki. In februari 1994 werd tijdens een congres van het EPLF besloten om het bevrijdingsfront op te laten gaan in de nieuw op te richten politieke massabeweging Volksfront voor democratie en rechtvaardigheid (PFDJ). Een klein deel van een andere bevrijdingsorganisatie, het Eritrese Bevrijdingsfront (ELF) - de grote concurrent van het EPLF -, besloot om zich aan te sluiten bij het PFDJ. Sindsdien is het PFDJ nog altijd aan de macht. Beloften om op den duur te komen tot de invoering van een meerpartijenstelsel, zoals voorzien in de grondwet van 1997, is de regering van Eritrea nog altijd niet nagekomen. Ook zijn er sinds de onafhankelijkheid geen landelijke verkiezingen gehouden. De regering wijst erop dat de gespannen situatie met buurland Ethiopië (waarmee Eritrea met regelmaat in een gewapend conflict verzeild is) het onmogelijk maakt om over te gaan tot democratisering. Tussen 1997 en 2002 vonden er zuiveringen plaats binnen de partij. Petros Solomon, die sinds 1995 aan de leiding van het PFDJ stond, moest in 1997 het veld ruimen. In 2001 zat hij enige tijd gevangen. Hij geldt als een tegenstander van president Afwerki en werd na zijn vrijlating min of meer onder huisarrest gesteld. Zijn lot is tot op heden (2020) niet duidelijk.
De PFDJ-regering onder Afwerki staat bekend als totalitair. Het PFDJ is een nationalistische partij die streeft naar een harmonieuze samenleving waarin onderscheid tussen burgers op grond van ras, sekse en godsdienst geen rol mag spelen. De partij kiest om dit doel te bereiken onder meer voor een seculier beleid (met respect voor de in het land aanwezige godsdiensten en hun gebruiken) en vrouwenemancipatie. De partij streeft ook sociale gerechtigheid na door een progressieve inkomensverdeling. Afrikaans socialisme speelt op de achtergrond nog een rol van betekenis. Verder streeft het PFDJ een vreedzame co-existentie na (o.a. door het verbeteren van de betrekkingen met de buurlanden, ook al wordt Ethiopië nog altijd beschouwd als de grote vijand).
Formeel is het hoogste bestuur van het PFDJ een partijcongres, maar dat is al bijna twintig jaar niet meer gehouden. Het bestuur ligt in handen van een centraal comité (waarvan de 75 leden tevens lid van het parlement zijn). Het politbureau dat wordt gerekruteerd uit het centraal comité vormt het dagelijks bestuur. Al-Amin Mohammed Seid is met de titel van (eerste) secretaris het hoofd van het PFDJ. Samen met president Afwerki behoort hij tot de twee machtigste mannen van het land.

## Jeugdafdeling
De jeugdafdeling draagt de naam Jongerenfront voor democratie en rechtvaardigheid (YPFDJ) en is ook actief binnen de Eritrese diaspora, onder andere in Nederland.

## Partijleiding

### Voorzitter
- Isaias Afwerki: 1993-heden

### Eerste secretarissen
- Isaias Afwerki: 1994-1995
- Petros Solomon: 1995-1997
- Al-Amin Mohammed Said: 1997-heden

## Zetelverdeling
De Nationale Vergadering bestaat uit 150 leden. Vijfenzeventig van hen hebben op grond van hun lidmaatschap van het centraal comité van het PFDJ zitting in de Nationale Vergadering. De overige 75 zouden volgens de grondwet van 1997 op partijloze basis moeten worden gekozen op basis van algemeen kiesrecht. Omdat er echter sinds 1993 geen landelijke verkiezingen zijn gehouden in Eritrea worden zij benoemd.

## Verwijzingen
1. ↑  In dit artikel wordt de ook in het Nederlands taalgebied gangbare Engelse afkorting gebruikt, PFDJ. De partijnaam in het Engels luidt: People's Front for Democracy and Justice.
2. ↑  Red. Grote Oosthoek: Grote Oosthoek: De wereld in 1993, Uitgeversmij. Bonaventura / Kluwer Algemene Uitgeverijen / Uitgeverij Het Spectrum 1993, p. 140
3. ↑  Ibidem
4. ↑  Een meerderheid van het ELF heeft zich echter nooit aangesloten bij het PFDJ en vormt een belangrijke kern van de oppositie tegen de regering.
5. ↑  In 2002 en 2004 waren er wel regionale verkiezingen.
6. ↑  Alleen (bepaalde stromingen binnen) het christendom en de soennitische islam zijn toegestaan.
7. ↑  Engels: Young People's Front for Democracy and Justice
8. ↑  Eindhovens Dagblad: Omstreden Eritrese conferentie in Koningshof Veldhoven 12 april 2017